# SC Genemuiden
Sportclub Genemuiden é um clube holandês de futebol de Genemuiden, parte do município de Zwartewaterland, Overijssel, na Holanda. Foi fundado em 22 de outubro de 1930 e disputa a Derde Divisie, o quarto nível do futebol holandês. Manda seus jogos no estádio Sportpark de Wetering, que tem capacidade para 5.900 espectadores.

## Elenco
Temporada 2009/2010

Nota: Bandeiras indicam equipe nacional, conforme definido pelas regras de elegibilidade da FIFA. Os jogadores podem ter mais de uma nacionalidade não-FIFA.
| N.º |               | Posição | Jogador            |
| --- | ------------- | ------- | ------------------ |
|     | Países Baixos | G       | Albert Flier       |
|     | Países Baixos | G       | Erwin Henniphof    |
|     | Países Baixos | G       | Andre Erdsieck     |
|     | Países Baixos | A       | Jacco Riemens      |
|     | Países Baixos | D       | Freek van den Berg |
|     | Países Baixos | D       | Tijmen Brouwer     |
|     | Países Baixos | M       | Robert Boes        |
|     | Países Baixos | M       | Siebren Visscher   |
|     | Países Baixos | M       | Berry Halfwerk     |
|     | Países Baixos | D       | Henk Lindeboom     |
|     | Países Baixos | A       | Anne van der Kolk  |
|     | Países Baixos | D       | Arjan Kolk         |
|     | Países Baixos | D       | Rainier Resokario  |

| N.º |               | Posição | Jogador                |
| --- | ------------- | ------- | ---------------------- |
|     | Países Baixos | M       | Marchel Visscher       |
|     | Países Baixos | A       | Martijn Jansen         |
|     | Países Baixos | D       | Erik Rotman            |
|     | Países Baixos | D       | Arjen Netjes           |
|     | Países Baixos | A       | Herman van Dijk        |
|     | Países Baixos | A       | Sijmen Jansen          |
|     | Países Baixos | D       | Sjaak Buitink          |
|     | Países Baixos | A       | Florencio Cornelia     |
|     | Países Baixos | M       | Johan Beens            |
|     | Países Baixos | M       | Björn Schilder         |
|     | Países Baixos | M       | Gerrit Kloosterman     |
|     | Países Baixos | M       | Gerrit Jan van de Belt |